# لوسیا رودریگز (بازیکن فوتبال)
لوسیا رودریگز (انگلیسی: Lucía Rodríguez؛ زادهٔ ۲۴ مهٔ ۱۹۹۹) بازیکن فوتبال اهل اسپانیا است.